# غابي غوثير
غابي غوثير (بالإنجليزية: Gabe Gauthier)‏ هو لاعب هوكي الجليد أمريكي، ولد في 20 يناير 1984 في توررانسي في الولايات المتحدة.

## وصلات خارجية
- غابي غوثير على موقع دوري الهوكي الوطني (الإنجليزية)
- غابي غوثير على موقع EliteProspects.com (الإنجليزية)
- غابي غوثير على موقع HockeyDB.com (الإنجليزية)
- غابي غوثير على موقع Hockey-Reference.com (الإنجليزية)